# Yūki Naitō
Yūki Naitō (内藤 祐希?, Naitō Yūki; Niigata, 16 febbraio 2001) è una tennista giapponese.

## Carriera
Yuki Naito ha vinto 6 titoli nel singolare e 12 titoli nel doppio nel circuito ITF. Il 5 aprile 2021 ha raggiunto la sua migliore posizione nel singolare WTA piazzandosi 169º. Il 13 agosto 2018 ha raggiunto il miglior piazzamento mondiale nel doppio alla posizione n°224.

## Statistiche ITF

### Singolare

#### Vittorie (6)
| Torneo $100.000 (0) |
| Torneo $80.000 (0)  |
| Torneo $75.000 (0)  |
| Torneo $60.000 (0)  |
| Torneo $50.000 (0)  |
| Torneo $40.000 (0)  |
| Torneo $25.000 (4)  |
| Torneo $15.000 (2)  |

| N. | Data              | Torneo                                                | Superficie  | Avversaria in finale    | Punteggio        |
| 1. | 10 febbraio 2019  | Tennis Organisation Cup, Adalia                       | Terra rossa | Joanne Zuger            | 6–2, 3–6, 6–3    |
| 2. | 16 giugno 2019    | Kaltenkirchen Open, Kaltenkirchen                     | Terra rossa | Clara Tauson            | 4-6, 6-4, 6-0    |
| 3. | 14 luglio 2019    | Trofeo Mabo, Torino                                   | Terra rossa | Elisabetta Cocciaretto  | 6-3, 6-4         |
| 4. | 4 agosto 2019     | Chang ITF Thailand Pro Circuit Nonthaburi, Nonthaburi | Cemento     | Wang Xinyu              | 2-6, 7-6(4), 6-3 |
| 5. | 29 settembre 2019 | Forte Village International Tournament, Pula          | Terra rossa | Tessah Andrianjafitrimo | 3-6, 7-5, 6-2    |
| 6. | 28 marzo 2021     | Blooming Cup, Buenos Aires                            | Terra rossa | Carolina Meligeni Alves | 1-6, 6-4, 6-3    |

#### Sconfitte (9)
| Torneo $100.000 (0) |
| Torneo $80.000 (0)  |
| Torneo $75.000 (0)  |
| Torneo $60.000 (2)  |
| Torneo $50.000 (0)  |
| Torneo $40.000 (0)  |
| Torneo $25.000 (3)  |
| Torneo $15.000 (4)  |

| N. | Data             | Torneo                                      | Superficie  | Avversaria in finale   | Punteggio        |
| 1. | 17 febbraio 2019 | Tennis Organisation Cup, Adalia             | Terra rossa | Maryna Černjšova       | 6(3)–7, 6–2, 2–6 |
| 2. | 31 marzo 2019    | Tennis Organisation Cup, Adalia             | Terra rossa | Seone Mendez           | 5–7, 6(3)–7      |
| 3. | 7 aprile 2019    | Tennis Organisation Cup, Adalia             | Terra rossa | Nika Radišić           | 3–6, 6–4, 6(5)–7 |
| 4. | 19 maggio 2019   | Kurume International Women's Tennis, Kurume | Sintetico   | Rebecca Marino         | 4-6, 6(0)-7      |
| 5. | 23 gennaio 2022  | World Tennis Tour Movistar LG, Manacor      | Cemento     | Justina Mikulskytė     | 3-6, 3-6         |
| 6. | 3 aprile 2022    | ACT Clay Court International, Canberra      | Terra rossa | Jang Su-jeong          | 7-6(3), 1-6, 4-6 |
| 7. | 8 maggio 2022    | ITF Split Open, Spalato                     | Terra rossa | Anastasia Kulikova     | 6(4)-7, 1-6      |
| 8. | 15 ottobre 2023  | Cairns Tennis International, Cairns         | Cemento     | Taylah Preston         | 4-6, 4-6         |
| 9. | 27 aprile 2025   | Antalya Series, Adalia                      | Terra rossa | Sarah Melany Fajmonová | 5-7, 1-6         |

### Doppio

#### Vittorie (12)
| Torneo $100.000 (2) |
| Torneo $80.000 (1)  |
| Torneo $75.000 (0)  |
| Torneo $60.000 (1)  |
| Torneo $50.000 (0)  |
| Torneo $40.000 (0)  |
| Torneo $25.000 (7)  |
| Torneo $15.000 (1)  |

| N.  | Data             | Torneo                                          | Superficie  | Compagna            | Avversarie in finale                 | Punteggio            |
| 1.  | 12 novembre 2016 | ITF Tokyo Ariake Open, Tokyo                    | Cemento     | Rika Fujiwara       | Jamie Loeb An-Sophie Mestach         | 6-4, 6(12)-7, [10-8] |
| 2.  | 11 novembre 2017 | Ando Securities Open, Tokyo                     | Cemento     | Rika Fujiwara       | Eri Hozumi Junri Namigata            | 6-1, 6-3             |
| 3.  | 5 maggio 2018    | Kangaroo Cup, Gifu                              | Cemento     | Rika Fujiwara       | Ksenija Lykina Emily Webley-Smith    | 7–5, 6–4             |
| 4.  | 13 luglio 2019   | Trofeo Mabo, Torino                             | Terra rossa | Chihiro Muramatsu   | Mayar Sherif Melanie Stokke          | 6-0, 6–2             |
| 5.  | 6 ottobre 2019   | Forte Village International Tournament, Pula    | Terra rossa | Eri Hozumi          | Amina Anšba Anastasia Dețiuc         | 6-4, 7-6(1)          |
| 6.  | 26 marzo 2023    | Canberra Claycourt International, Canberra      | Terra rossa | Erina Hayashi       | Destanee Aiava Olivia Gadecki        | 7-6(2), 7-5          |
| 7.  | 8 luglio 2023    | ITF Stoccarda, Stoccarda                        | Terra rossa | Mana Kawamura       | Denisa Hindová Karolína Kubáňová     | 6-2, 6(7)-7, [10-7]  |
| 8.  | 7 ottobre 2023   | Cairns Tennis International, Cairns             | Cemento     | Naho Sato           | Lizette Cabrera Maddiso Inglis       | 4-6, 6-3, [10-2]     |
| 9.  | 2 marzo 2024     | Latrobe City Traralgon International, Traralgon | Cemento     | Naho Sato           | Destanee Aiava Tenika McGiffin       | 6-1, 6-3             |
| 10. | 8 giugno 2024    | Kursumlijska Banja Women's, Kuršumlijska Banja  | Terra rossa | Mana Kawamura       | Inès Ibbou Elena Milovanović         | 6-4, 6-4             |
| 11. | 26 aprile 2025   | Antalya Series, Adalia                          | Terra rossa | Sara Dols           | Kaat Coppez Amélie Van Impe          | w/o                  |
| 12. | 19 luglio 2025   | Morocco Tennis Tour, Casablanca                 | Terra rossa | Ekaterina Rejngol'd | Jasmijn Gimbrère Zuzanna Pawlikowska | 6(5)-7, 6–1, [10–3]  |

#### Sconfitte (11)
| Torneo $100.000 (0) |
| Torneo $80.000 (0)  |
| Torneo $75.000 (0)  |
| Torneo $60.000 (2)  |
| Torneo $50.000 (0)  |
| Torneo $40.000 (2)  |
| Torneo $25.000 (6)  |
| Torneo $15.000 (1)  |

| N.  | Data             | Torneo                                         | Superficie  | Compagna            | Avversarie in finale                    | Punteggio           |
| 1.  | 22 giugno 2018   | ITF Women's Open Klosters, Klosters            | Terra rossa | Lucie Hradecká      | Akgul Amanmuradova Ekaterine Gorgodze   | 2-6, 3-6            |
| 2.  | 6 luglio 2019    | Torneo Internazionale Regione Piemonte, Biella | Terra rossa | Chihiro Muramatsu   | Elena Bogdan Réka Luca Jani             | 1-6, 3-6            |
| 3.  | 10 aprile 2021   | Bellinzona Ladies Open, Bellinzona             | Terra rossa | Rebecca Marino      | Anna Danilina Ekaterine Gorgodze        | 5-7, 3-6            |
| 4.  | 26 marzo 2022    | ACT Clay Court International, Canberra         | Terra rossa | Moyuka Uchijima     | Han Na-lae Jang Su-jeong                | 6-3, 2-6, [5-10]    |
| 5.  | 13 gennaio 2024  | ITF Pro Circuit Presented by SAT, Nonthaburi   | Cemento     | Maja Chwalińska     | Anna Sisková Ksenija Zajceva            | 5-7, 6(3)-7         |
| 6.  | 27 luglio 2024   | AHG Cup, Horb am Neckar                        | Terra rossa | Alina Čaraeva       | Aneta Kučmová Nika Radišić              | 4-6, 7-6(3), [2-10] |
| 7.  | 17 novembre 2024 | Brisbane QTC Tennis International, Brisbane    | Cemento     | Ankita Raina        | Destanee Aiava Maddison Inglis          | 3-6, 4-6            |
| 8.  | 8 febbraio 2025  | Antalya Series, Adalia                         | Terra rossa | Punnin Kovapitukted | Li Yu-yun Li Zongyu                     | 3-6, 3-6            |
| 9.  | 22 febbraio 2025 | Antalya Series, Adalia                         | Terra rossa | Živa Falkner        | Vittoria Paganetti Lisa Pigato          | 3-6, 4-6            |
| 10. | 1º marzo 2025    | Antalya Series, Adalia                         | Cemento     | Amina Anšba         | Li Yu-yun Li Zongyu                     | 3-6, 4-6            |
| 11. | 15 marzo 2025    | ITF Pro Circuit Presented by SAT, Nonthaburi   | Cemento     | Punnin Kovapitukted | Shrivalli Bhamidipaty Vaidehi Chaudhari | 4-6, 3-6            |

## Grand Slam Junior

### Doppio

#### Sconfitte (1)
| Tornei del Grande Slam  |
| ----------------------- |
| Australian Open (0)     |
| Open di Francia (1)     |
| Torneo di Wimbledon (0) |
| US Open (0)             |

| N. | Data           | Torneo                  | Superficie  | Compagna  | Avversario in finale     | Punteggio |
| 1. | 12 giugno 2018 | Open di Francia, Parigi | Terra rossa | Naho Sato | Caty McNally Iga Świątek | 2-6, 5-7  |